# Nanorana ventripunctata
Nanorana ventripunctata är en groddjursart som beskrevs av Fei och Huang 1985. Nanorana ventripunctata ingår i släktet Nanorana och familjen Dicroglossidae. IUCN kategoriserar arten globalt som livskraftig. Inga underarter finns listade i Catalogue of Life.